# Strumigenys biolleyi
Strumigenys biolleyi is een mierensoort uit de onderfamilie van de Myrmicinae. De wetenschappelijke naam van de soort is voor het eerst geldig gepubliceerd in 1908 door Auguste-Henri Forel.